# Wikipedia łacińskojęzyczna
Wikipedia łacińskojęzyczna (Vicipaedia Latina) – edycja Wikipedii w języku łacińskim. 8 maja 2008 przekroczyła 20 000 artykułów.
6 września 2008 roku liczyła około 22 427 artykułów, co dawało jej 53. pozycję wśród wszystkich edycji językowych.